# Сатурн (премия, 2007)
33-я ежегодная торжественная церемония объявления лауреатов премии «Сатурн» Академии научной фантастики, фэнтези и фильмов ужасов (англ. Academy of Science Fiction, Fantasy & Horror Films) за достижения в области кинофантастики в 2006 году, состоялась 10 мая 2007 года в Universal City (на территории студии Universal). Лауреаты выделены жирным шрифтом

## Лауреаты и номинации

### Лучший научно-фантастический фильм
- «Дитя человеческое» (Children of Men)
- «Дежавю» (Deja vu)
- «Фонтан» (The Fountain)
- «Престиж» (The Prestige)
- «V — значит вендетта» (V For Vendetta)
- «Люди Икс: Последняя битва» (X-Men: The Last Stand)

### Лучший фильм-фэнтези
- «Возвращение Супермена» (Superman Returns)
- «Паутина Шарлотты» (Charlotte’s Web)
- «Эрагон» (Eragon)
- «Ночь в музее» (Night At the Museum)
- «Пираты Карибского моря: Сундук мертвеца» (Pirates of the Caribbean: Dead Man’s Chest)
- «Персонаж» (Stranger Than Fiction)

### Лучший фильм ужасов
- «Спуск» (The Descent)
- «Пункт назначения 3» (Final Destination 3)
- «Хостел» (Hostel)
- «Пила 3» (Saw III)
- «Слизняк» (Slither)
- «Змеиный полёт» (Snakes on a Plane)

### Лучший приключенческий фильм, боевик или триллер
- «Казино „Рояль“» (Casino Royale)
- «Отступники» (The Departed)
- «Эскадрилья „Лафайет“» (Flyboys)
- «Миссия невыполнима 3» (Mission Impossible III)
- «Скандальный дневник» (Notes on a Scandal)
- «Парфюмер: История одного убийцы» (Perfume: The Story of a Murderer)

### Лучший полнометражный мультфильм
- «Тачки» (Cars)
- «Смывайся!» (Flushed Away)
- «Делай ноги» (Happy Feet)
- «Дом-монстр» (Monster House)
- «Лесная братва» (Over the Hedge)
- «Помутнение» (A Scanner Darkly)

### Лучший фильм на иностранном языке
- «Лабиринт фавна» (El Laberinto del Fauno)
- «Апокалипсис» (Apocalypto)
- «Проклятие золотого цветка» (The Curse of the Golden Flower)
- «Бесстрашный» (Fearless)
- «Хозяин» (The Host)
- «Письма с Иводзимы» (Letters From Iwo Jima)

### Лучший актёр
- Брэндон Раут («Возвращение Супермена»)
- Дэниел Крэйг («Казино „Рояль“»)
- Том Круз («Миссия невыполнима 3»)
- Уилл Феррелл («Персонаж»)
- Клайв Оуэн («Дитя человеческое»)

### Лучшая актриса
- Натали Портман («V — значит вендетта»)
- Кейт Босуорт («Возвращение Супермена»)
- Джуди Денч («Скандальный дневник»)
- Мэгги Джилленхол («Персонаж»)
- Шона Макдоналд («Спуск»)
- Рене Зеллвегер («Мисс Поттер»)

### Лучший актёр второго плана
- Бен Аффлек («Смерть Супермена»)
- Келси Граммер («Люди Икс: Последняя битва»)
- Филип Сеймур Хоффман («Миссия невыполнима 3»)
- Сержи Лопес («Лабиринт фавна»)
- Джеймс Марсден («Возвращение Супермена»)
- Билл Найи («Пираты Карибского моря: Сундук мертвеца»)

### Лучшая актриса второго плана
- Фамке Янссен («Люди Икс: Последняя битва»)
- Кейт Бланшетт («Скандальный дневник»)
- Эва Грин («Казино „Рояль“»)
- Рэйчел Хёрд-Вуд («Парфюмер: История одного убийцы»)
- Паркер Поузи («Возвращение Супермена»)
- Томпсон, Эмма («Персонаж»)

### Лучший молодой актёр или актриса
- Ивана Бакеро («Лабиринт фавна»)
- Ко А Сон («Хозяин»)
- Джодель Ферланд («Страна приливов»)
- Тристан Лэйк Либо («Возвращение Супермена»)
- Митчел Тэйт Муссо («Дом-монстр»)
- Эдвард Спилерс («Эрагон»)

### Лучшая режиссура
- Брайан Сингер («Возвращение Супермена»)
- Дж. Дж. Абрамс («Миссия невыполнима 3»)
- Альфонсо Куарон («Дитя человеческое»)
- Гильермо дель Торо («Лабиринт фавна»)
- Мел Гибсон («Апокалипсис»)
- Том Тыквер («Парфюмер: История одного убийцы»)

### Лучший сценарий
- Майкл Доэрти, Дэн Харрис («Возвращение Супермена»)
- Эндрю Биркин, Бернд Эйхингер, Том Тыквер («Парфюмер: История одного убийцы»)
- Гильермо дель Торо («Лабиринт фавна»)
- Зак Хелм («Персонаж»)
- Нил Пёрвис, Роберт Уэйд, Пол Хаггис («Казино „Рояль“»)
- Ларри Вачовски, Энди Вачовски («V — значит вендетта»)

### Лучшая музыка
- Джон Оттман («Возвращение Супермена»)
- Дэвид Арнольд («Казино „Рояль“»)
- Дуглас Пайпс («Дом-монстр»)
- Джон Пауэлл («Люди Икс: Последняя битва»)
- Тревор Рэбин («Эскадрилья „Лафайет“»)
- Том Тыквер, Джонни Климек, Рейнхольд Хайль («Парфюмер: История одного убийцы»)

### Лучшие костюмы
- Йи Чун-Ман («Проклятие золотого цветка»)
- Джоан Берджин («Престиж»)
- Пенни Роуз («Пираты Карибского моря: Сундук мертвеца»)
- Джудианна Маковски («Люди Икс: Последняя битва»)
- Ник Эде («Эскадрилья „Лафайет“»)
- Сэмми Шелдон («V — значит вендетта»)

### Лучший грим
- Тод Мастерс, Дэн Реберт («Слизняк»)
- Ховард Бергер, Гроегори Никотеро, Марио Мичизанти («У холмов есть глаза»)
- Пол Хайетт, Вики Ланг («Спуск»)
- Дэвид Марти, Монсте Рибе («Лабиринт фавна»)
- Ве Найлл, Джоэл Харлоу («Пираты Карибского моря: Сундук мертвеца»)
- Гроегори Никотеро, Скотт Паттон («Техасская резня бензопилой: Начало»)

### Лучшие спецэффекты
- Джон Нолл, Хэл Хикел, Чарлз Гибсон, Аллен Холл («Пираты Карибского моря: Сундук мертвеца»)
- Джон Бруно, Эрик Сэйндон, Крэйг Лин, Майкл Везина («Люди Икс: Последняя битва»)
- Джереми Доусон, Дэн Шрекер, Марк Сопер, Питер Паркс («Фонтан»)
- Рон Гайетт, Рассел Эрл, Патрик Тобак, Дэн Сьюдик («Миссия невыполнима 3»)
- Карин Джой, Джон Бертон, Блэйр Кларк, Джон Дитц («Паутина Шарлотты»)
- Марк Стетсон, Найл Корбулд, Ричард Р. Хувер, Йон Тум («Возвращение Супермена»)

### Лучший телесериал, сделанный для телетрансляции
- «Герои» (Heroes)
- «Иерихон» (Jericho)
- «Остаться в живых» (Lost)
- «Тайны Смолвилля» (Smallville)
- «24» (24)
- «Вероника Марс» (Veronica Mars)

### Лучший телесериал, сделанный для кабельного телевидения
- «Звёздный крейсер „Галактика“» (Battlestar Galactica)
- «Ищейка» (The Closer)
- «Декстер» (Dexter)
- «Доктор Кто» (Doctor Who)
- «Эврика» (Eureka)
- «Кайл XY» (Kyle XY)
- «Звёздные врата: SG-1» (Stargate SG-1)

### Лучшая телепостановка
- «Библиотекарь: Возвращение к копям царя Соломона» (The Librarian: Return to King Solomon’s Mines)
- «Жизнь на Марсе» (Life On Mars)
- «Пропавшая комната» (The Lost Room)
- «Мастера ужаса» (Masters of Horror)
- «Кошмары и сновидения» (Nightmares and Dreamscapes)
- «10.5: Апокалипсис» (10.5: Apocalypse)

### Лучший телеактёр
- Майкл Си Холл («Декстер»)
- Мэтт Даллас («Кайл XY»)
- Мэтью Фокс («Остаться в живых»)
- Эдвард Джеймс Олмос («Звёздный крейсер „Галактика“»)
- Кифер Сазерленд («24»)
- Ноа Уайли («Библиотекарь: Возвращение к копям царя Соломона»)

### Лучшая телеактриса
- Дженнифер Лав Хьюитт («Говорящая с призраками»)
- Патрисия Аркетт («Медиум»)
- Кристен Белл («Вероника Марс»)
- Эванджелин Лилли («Остаться в живых»)
- Кэти Сакхофф («Звёздный крейсер „Галактика“»)
- Кира Седжвик («Ищейка»)

### Лучший телеактёр второго плана
- Маси Ока («Герои»)
- Джеймс Кэллис («Звёздный крейсер „Галактика“»)
- Майкл Эмерсон («Остаться в живых»)
- Грег Гранберг («Герои»)
- Джош Холлоуэй («Остаться в живых»)
- Джеймс Ремар («Декстер»)

### Лучшая телеактриса второго плана
- Хейден Панеттьер («Герои»)
- Габриэль Анвар («Библиотекарь: Возвращение к копям царя Соломона»)
- Дженнифер Карпентер («Декстер»)
- Эли Лартер («Герои»)
- Аллисон Мэк («Тайны Смолвилля»)
- Элизабет Митчелл («Остаться в живых»)

### Лучшее DVD-издание фильма
- «Фантастические парни» (The Sci Fi Boys)
- «Бэмби 2» (Bambi II)
- «Беовульф и Грендель» (Beowulf & Grendel)
- «Эффект бабочки 2» (The Butterfly Effect 2)
- «Невидимка 2» (Hollow Man 2)
- «2001 маньяк» (2001 Maniacs)

### Лучшее специальное DVD-издание
- «Супермен 2: Версия Ричарда Доннера» (Superman II: The Richard Donner Cut)
- «Хроники Нарнии: Лев, колдунья и платяной шкаф» (The Chronicles of Narnia: The Lion, The Witch, and The Wardrobe), Extended Edition
- «Пункт назначения 3» (Final Destination 3), Thrill Ride Edition
- «Олдбой» (Old Boy), Ultimate Collector’s Edition
- «Кинг-Конг» (King Kong), Deluxe Extended Edition
- «Пила 2» (Saw II), Unrated — Special Edition

### Лучшее DVD-издание классического телефильма
- «Годзилла» (Gojira)
- «Запретная планета» (Forbidden Planet)
- «Фэн-клуб» (Free Enterprise)
- «Кошмар на улице Вязов» (A Nightmare on Elm Street)
- «Искатели» (The Searchers)
- «Она» (She)
- «Этот остров Земля» (This Island Earth)

### Лучший DVD-сборник
- «Джеймс Бонд: Полное издание» (James Bond Ultimate Edition (Collections 1 — 4))
- «Коллекция Бориса Карлоффа» (The Boris Karloff Collection)
- «Изгоняющий дьявола: Полная антология» (The Exorcist — The Complete Anthology)
- «Премьерная коллекция Фрэнка Капры» (The Premiere Frank Capra Collection)
- «Коллекция Голливудский легенд ужасов» (Hollywood Legends of Horror Collection)
- «Супермен: Полное коллекционное издание» (Superman Ultimate Collector’s Edition)

### Лучшее DVD-издание телефильма
- «Мастера ужасов» (Masters of Horror)
- «Дэдвуд», полный второй сезон (Deadwood (The Complete Second Season))
- «Доктор Кто», полный второй сериал (Doctor Who (The Complete Second Series))
- «Остаться в живых», полный второй сезон (Lost (The Complete Second Season))
- «МИ-5», том 4 (MI — 5 (Volume 4))
- «Театр научных тайн 3000», коллекция, тома 9-10 (Mystery Science Theater 3000 Collection (V. 9 — 10)

### Лучшее DVD-издание классического телесериала
- «Приключения Супермена», полные шесть сезонов (Adventures of Superman (The Complete Six Seasons))
- «Удивительные истории», полный первый сезон (Amazing Stories (The Complete First Season))
- «Субботним вечером в прямом эфире», полный первый сезон (Saturday Night Live (The Complete First Season))
- «Звёздный путь: Анимационный сериал» (Star Trek: The Animated Series)
- «Путешествие на дно моря», сезоны 1 и 2 (Voyage to the Bottom of the Sea (Seasons 1 & 2))
- «Дикий, Дикий Вест», полный первый сезон (The Wild Wild West (The Complete First Season))

## Специальные премии
- Приз «Восходящая звезда» (The Rising Star Award): Мэтт Даллас («Кайл XY»)
- Приз «Киночемоданчик» (The Filmmakers Showcase Award): Джеймс Ганн (режиссёр «Слизняка»)
- Приз «За служение» (The Service Award): Керри О’Куинн (бывший издатель журнала «Starlog Magazine»)
- Приз особой признательности (The Special Recognition Award): авторы «Alien Xmas» Стивен Чиодо и Джим Стрэйн